# Naturpark Holsteinische Schweiz
Naturpark Holsteinische Schweiz ligger i landskabet Holsteinische Schweiz i Slesvig-Holsten.
Naturpark Holsteinische Schweiz er en naturpark med et areal på 753 km², der blev grundlagt i 1986 af kredsene Ostholstein, Plön og Segeberg samt kommunerne i Naturparken. Naturparkens informationscenter ligger i det såkaldte urhus i parken ved Schloss Plön.
Naturpark Holsteinische Schweiz omfatter en firkant med et stort antal søer, som Großen Plöner See, der omgivet af Schleswig-Holsteinisches Hügelland. Landskabet gennemløbes af floderne Schwentine og Kossau.